# Ghanaische Badmintonmeisterschaft 1988
Die Ghanaische Badmintonmeisterschaft 1988 fand vom 29. September bis zum 1. Oktober 1988 in Kumasi statt.

## Sieger und Finalisten
| Disziplin    | Gold                           | Silber                          |
| ------------ | ------------------------------ | ------------------------------- |
| Herreneinzel | Alfred Akainyah                | Charles Mensah                  |
| Dameneinzel  | Nelly Akainyah                 | Cynthia Amuzu                   |
| Herrendoppel | Owusu Agyemang Alfred Akainyah | Samuel Nixon Ernest Nketia Kyei |
| Damendoppel  | Nelly Akainyah Cynthia Amuzu   | Esther Appianyo Emelia Dorla    |
| Mixed        | Alfred Akainyah Cynthia Amuzu  | S. K. Amuzu Nelly Akainyah      |